# 偽装サークル
偽装サークル（ぎそうサークル）とは、主に大学のサークルにおいて、表向きに掲げる活動内容とは異なる別の目的のために組織され活動しているサークルである。多くの大学では、騙されないよう新入生に強く注意を呼びかけている。新入生が多く集まる合格発表や健康診断などの当日、少人数で歩いている新入生を偽装勧誘するのが、これらサークルの常套手段である。中でも左翼系団体や労働系団体への偽装勧誘は「オルグ」と呼ばれる。

## 概要
主な類型としては、次のようなものが見られる。
1. 学生同士の活動に終始していない団体で、政治思想団体や宗教団体が学校内での資金調達や人員確保のために結成した団体もしくはこれらの団体の学外構成員によって組織運営の主導権が握られた団体。フロントサークルとも呼称する。
2. もともと正常に活動していた団体が人数不足などになり、部室やサークル連合での議決権といった“サークル資産”を目当てにまったく異なる活動をしていた集団に入れ替わった団体。
3. 学生自治会内で自己の主張を通すため、評決権を得ることを目的として名義的に設立され、活動を行わない団体。

大学祭などの行事で、良い展示場所を確保する（＝信者獲得の機会を増やす）目的を持つものも多い。
また、実態を隠して学生をサークルに加入させ、社会的に問題のある宗教団体へ勧誘する信者獲得手法を、大学側では「カルト商法」と呼び、警戒している。40代の元オウム真理教信者によれば、偽装サークルは当局の監視下に置かれるため、勧誘の効率が悪い（そのため偽装サークルよりも街頭キャッチなどに力を入れる）という。

## 類型

### 政治団体・宗教団体
政治思想団体や宗教団体が主に大学内で本来の目的を隠して活動のために結成もしくはこれらの団体構成員によって組織運営の主導権が握られた団体で、多くの場合は表向き大学非公認の有志による活動という形態をとっているが、実際には各団体からの指示にもとづいて行動していることが多い。
偽装サークル一般の性質・特徴
偽装サークルは、人員・資金・活動拠点の一部またはすべてを確保するために作られることが多い。
人員確保
勧誘時期は大学の合格発表の時期や入学式で、内部事情に詳しくない段階で操作された情報を与え、周囲から隔離した状況をつくり心理的に抜けづらい状況へ持ち込むなど、マインドコントロール的な手法を使用することがある。
資金確保
サークル運営費用などの大学側・学生団体などから提供される資金や学祭などのイベントでの売り上げなどからある程度を上位組織に上納することがある。
活動内容
大学内での活動より学校外での活動を重視していたり、活動が勧誘時とまったく違うことがある。
活動拠点
20代後半以降の人物が寝泊まりしていることがある。ただし、偽装サークルでないサークルにおいても浪人や留年、大学院生など20代後半以降の人物が所属している場合がありうる。
特定の政治思想団体や宗教団体の主張を支持する旨が書かれたビラや書籍が大量に保管されている場合がある。場合によっては、ヘルメットやゲバ棒、祭壇や仏壇などが保管されている場合もある。
大学側から公認されていない団体の場合、大学近辺の民家やマンション、アパートなどを活動拠点にしている。
これらの拠点が、公的な機関を含んで対立する団体・組織から監視・盗聴などを受けている場合がある。

団体の性質・特徴
マスコミで取り上げられる宗教団体による偽装サークル、そうでない宗教団体による偽装サークルのいずれの場合でも、社会的な軋轢を生んでいる場合があるので、十分注意する必要がある。
宗教団体による偽装サークルが大学内の公認サークルになることもある。
政治思想団体などの性質・特徴
過去に、学生自治会などの学生団体が政治思想団体などによって偽装サークル化した事例がある。なお、中には偽装サークル化したまま現在まで至っている学生団体もある。
学生団体の主導権を握ることを目的として、部・同好会・サークルなどの団体を偽装サークルとすることもある。

### 別の集団に入れ替わった団体
元々、正常に活動していた団体が人数不足などになり、部室やサークル連合での議決権といった“サークル資産”を目当てに異なる活動をしていた集団に乗っ取られた団体である。これまでの活動で得られた資産を引き継げるため、活動する分野が隣接する活動を行っている集団が引き継ぐことが多い。偽装とされるかどうかは、各大学内によって異なる。

### 名義的に設立された団体
議決権や予算を得るためだけに設立された団体であり、書類上の要件などしか満たしていないサークルである。
学生自治会などの規約が想定する「サークル」（学生団体）は、学内における文化的・体育的な活動などを目的に恒常的に活動を行っているものであるが、名義的に設立された団体は、学内における学生自治に関与しようとすること以外の活動は原則的におこなわない。このため、多くの大学において名義的に設立された団体は、ほかの実際に活動している文化的・体育的なサークル（学生団体）から「偽装サークル」とされ、議決権や予算受給などを排除するための働きかけがされることも多い。

## 特徴
- オウム真理教系サークルには、ヨーガの研究を標榜しているケースがみられた[2]。
- 創価学会系サークルは、「東洋思想研究会」「第三文明研究会」などの名称で活動。学生運動が盛んな時期には、「新学生同盟」（新学同）を組織した[3][4]。
- 浄土真宗親鸞会系サークルは、東京大学、京都大学、早稲田大学などを中心として関東・近畿・東海・北陸各地方の有名大学に学生部を組織し、「人間科学愛好会」「古典に学ぶ会」「歎異抄研究会」といった名称のサークルをダミー組織としている[5]。
- 崇教真光系サークルは「L・H陽光研究会」の名称を用いて活動をおこなっている[6]。「L」はLucky（ラッキー=幸福）を表し、「H」はHealth（ヘルス=健康）を表す。
- 摂理（キリスト教福音宣教会）は、約50の大学に信者を持つとされ、さまざまなサークルに偽装している[7]。
- 統一教会系サークルは「原理研究会」「CARP」の名前が付いているケースがある[2]。「純潔キャンペーン」や「学生新聞」を隠れ蓑にするケースもある。さまざまな社会問題についてどう思うか、と問いかけるかたちでの勧誘が多い。また、「大学公認」「学内のオピニオンリーダー」と表示するのも特徴の一つである[8]。なお、山形大学では大学当局が学生に警告を出す事態にまでなっている[9]。
- ヨハン早稲田キリスト教会系サークルは、「ゴスペル愛好会」などの名称で活動している[10]。

## 大学の注意喚起
日本の大学では、大学の学生課や宗教学者などにより該当団体からの勧誘や勧誘手法に対する注意喚起がおこなわれ、不審な勧誘を受けた際の相談窓口が案内されている。たとえば以下の例がある。
- 北海道大学の宗教学者櫻井義秀は、「キャンパス内のカルト問題」と題し、「摂理」が、学生を勧誘する実態についての調査結果を発表している[7]。
- 首都大学東京（現・東京都立大学）では、“インカレ・サークル”と自称する人物により、「青年意識アンケートに答えてください」などと話しかけてくる実例を紹介している[11]。
- 東北大学では、主として宗教団体による偽装勧誘の実例を、昼休みの時間帯に空き教室に呼ばれ、軽食をふるまわれたり、ゴスペルコンサートに勧誘されるなどの相談・苦情が多いと紹介し、大学として「キャンパスにおける外部の組織的な勧誘等の活動を禁止しています」と注意喚起している[12]。
- 駒澤大学では、団体事務所やセミナーに勧誘するために、「大学生活では味わえないことをやってみたくないか」「大学を超えたサークルである」「いろんな大学が加盟しているサークルだ」「自分の性格を見つめて新しい自分を発見しないか」「自己開発、能力開発をしよう」などという、お近づきのセリフを言われた実例を紹介している[13]。

北海道大学教授（宗教社会学）の櫻井義秀は、大学側の対策の重要性を強調する一方で、ある西日本の大学が学内勧誘を禁止して違反学生の実名を掲示板で公開した実例を挙げ、「どんな宗教団体にも信教の自由や布教の自由はある。問題は、相手をだまそうとする布教の仕方だ。ここを間違えると裁判で争う場合、教育機関側にも非があると認定されかねない。慎重に対応すべきだ」と行きすぎた対策についての懸念を述べている
。